# Danielle Mitterrand
Danielle Émilienne Isabelle Mitterrand, z d. Gouze-Rénal (ur. 29 października 1924 w Verdun, zm. 22 listopada 2011 w Paryżu) – francuska polityk, żona François Mitterranda, prezydenta Francji w latach 1981–1995.
Przyszłego męża poznała po wyzwoleniu w październiku 1944, kiedy był sekretarzem stanu ds. byłych jeńców wojennych. Niedługo potem wzięli ślub. Z tego związku narodziło się dwóch synów: Jean-Christophe i Gilbert.
Kiedy Mitterrand został prezydentem, Danielle przejęła obowiązki pierwszej damy – zyskała sympatię i popularność.
Znana z lewicowych poglądów (określana niekiedy mianem „wojującej zwolenniczki lewicy”). Wydała m.in. książkę pt. Wolność bez granic.
Poparła zwolenników odrzucenia konstytucji europejskiej w referendum. Jednakże zapytana, czy jej mąż (zm. 1996) głosowałby za nią czy przeciw, odpowiedziała: „Trudno jest mówić za kogoś, kogo już nie ma”.